# Ahmad Mahmoud
Ahmad Mahmoud (født november 1987 i Faxe) er en dansk forfatter og debattør med dansk-palæstinensiske rødder. Han er uddannet maskinmester og udgav i 2015 bogen Sort land om sin opvækst i det almene boligkvarter Askerød i Greve Strand. Han har ved en række lejligheder deltaget i den offentlige debat om indvandring og integration, ikke mindst med budskabet om, at den unge generation i indvandrerghettoerne bør tage et opgør indefra med trækkene i den patriarkalske kultur, der præger nogle af miljøerne.

## Opvækst
Ahmad Mahmoud blev født i Faxe 1987 i en dansk-palæstinensisk familie som den næstyngste af syv børn. Som fem-årig flyttede han med familien til det almene boligkvarter Askerød i Hundige, hvor han tilbragte resten af sin barndom, som han siden har skildret i bogen Sort land. Imod familiens traditioner flyttede han som ung mand hjemmefra, selvom han stadig var ugift, og færdiggjorde siden en uddannelse som maskinmester.

## Sort land
I Sort land skildrer Mahmoud livet i Askerød med tæsk i hverdagen, koranskoler, arrangerede ægteskaber, bander og fastlåste kønsrollemønstre. Bogen indledes med et digt om børn og forældre af den libanesiske digter Khalil Gibran. I forordet skriver Mahmoud, at bogen ikke handler om etnicitet eller religion, men om en bestemt kultur, som den findes i nogle beboelsesområder. Ifølge Mahmoud er bogen mest af alt skrevet som et opråb til dem, der lever i disse kulturelle parallelsamfund, og som fastholder deres børn i de samme mønstre. Samtidig mener han, at der er behov for hjælp fra det omliggende samfund i form af oplysning, krav og anerkendelse
Bogen vakte stor opmærksomhed ved udgivelsen og har ligget på bestsellerlisterne for selvbiografier i flere måneder siden udgivelsen. I Jyllands-Postens anmeldelse blev Ahmad Mahmoud kaldt for en menneskeklog mønsterbryder og "en vigtig stemme fra ghettoverdenen". Anmeldelserne i Politiken kaldte bogen en "kritik af en ghettokultur, der holder sine børn fanget i en voldelig mekanik, der ikke har andet formål end reproduktionen af familien og opretholdelsen af dens hierarki." I Weekendavisen kaldte Aydin Soei bogen "velgørende og vigtig i sin skildring af en etnisk underklasse domineret af et patriarkalsk livssyn", men mente også, at der manglede nogle væsentlige aspekter i fortællingen for at forstå Mahmouds udvikling.

## Rolle i samfundsdebatten
Ahmad Mahmoud trådte oprindelig frem i offentligheden i kølvandet på udgivelsen af Yahya Hassans digtsamling i efteråret 2013. I et debatindlæg i Politiken og siden i en række interview bekræftede han Hassans fortællinger om et parallelsamfund blandt nogle indvandrergrupper, hvor det "handler om en rådden kultur. En kultur, som det haster så meget med at ændre. Det kan man ikke gøre på en dag, men synliggørelse og en erkendelse af, at det her foregår, er det første skridt."
Siden har han ved forskellige andre lejligheder kommenteret forskellige integrationsspørgsmål, f.eks. nogle imamers negative rolle for integrationen i Danmark.

## Folketingskandidat
Ahmad Mahmoud blev i 2018 valgt som Socialistisk Folkepartis folketingskandidat i Greve og Solrød. Han trak sig dog som kandidat inden folketingsvalget i 2019.